# Coelorinchus celaenostomus
Coelorinchus celaenostomus är en fiskart som beskrevs av Mcmillan och Paulin, 1993. Coelorinchus celaenostomus ingår i släktet Coelorinchus och familjen skolästfiskar. Inga underarter finns listade i Catalogue of Life.